# Warder (Kreis Rendsburg-Eckernförde)

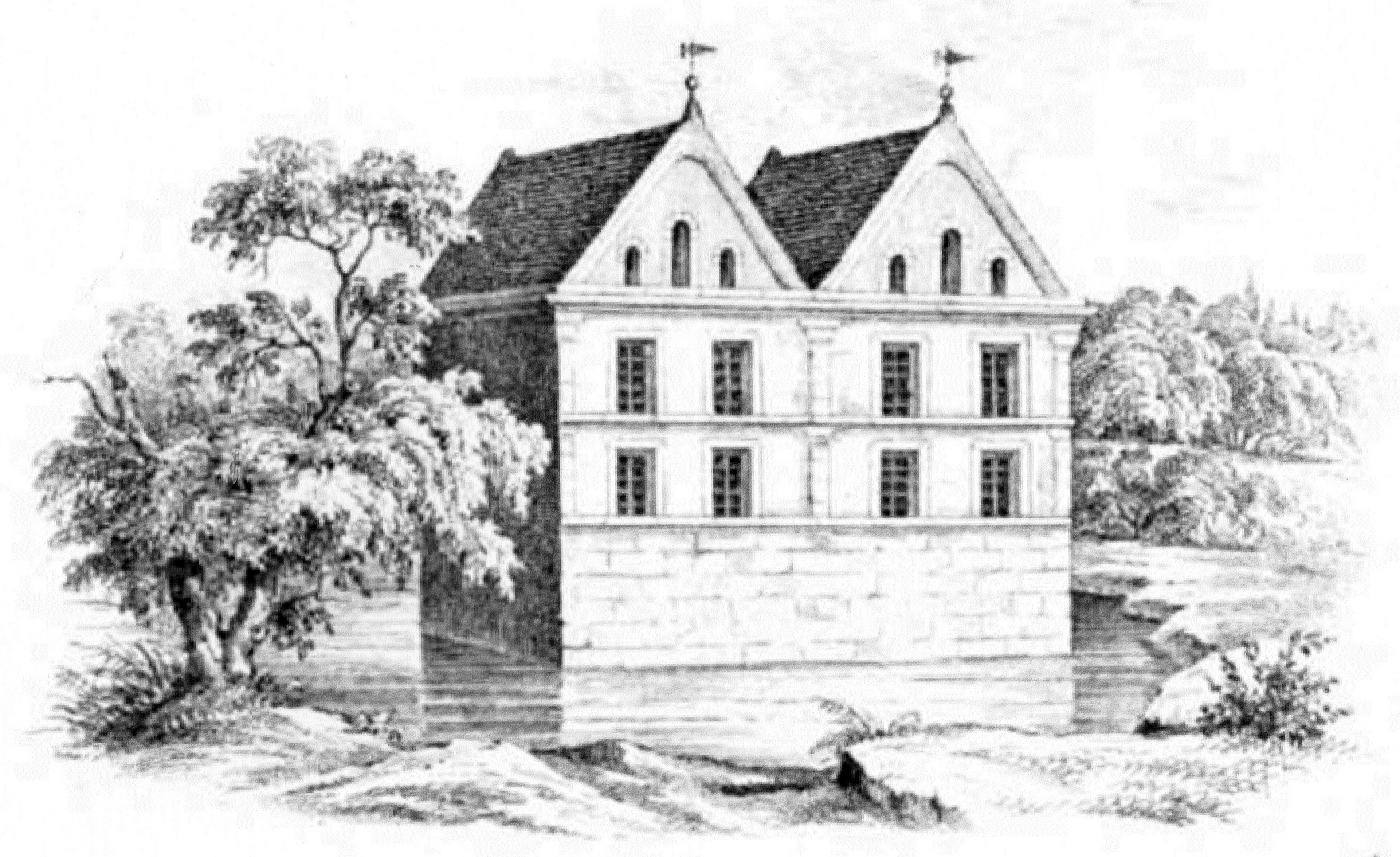
Das ehemalige Herrenhaus Alt-Mühlendorf

Warder ist eine Gemeinde im Kreis Rendsburg-Eckernförde in Schleswig-Holstein. Alt Mühlendorf und Seehof liegen im Gemeindegebiet.

## Geografie und Verkehr
Warder liegt etwa 15 km nördlich von Neumünster, 17 km südöstlich von Rendsburg und 19 km südwestlich von Kiel im Naturpark Westensee. Die Bundesautobahn 7 von Neumünster nach Rendsburg führt durch das Gemeindegebiet.
Die Gemeinde liegt am Wardersee und am Brahmsee. An beiden Seen liegen ausgedehnte Wochenendhausgebiete. Am Abfluss des Wardersees, der Mühlenau, beginnt das NATURA 2000-Schutzgebiet FFH-Gebiet Wehrau und Mühlenau, das am Nord-Ostsee-Kanal in Osterrönfeld endet.

## Geschichte
In Warder standen mehrere Hünengräber, deren Steine in der Vergangenheit jedoch zerkleinert und zum Hausbau eingesetzt wurden.
Warder bestand ursprünglich aus zwei separaten Siedlungen, die 1442 als Grotenwerdere und Lutkenwerder erwähnt wurden. Das Dorf Lutkenwerder wurde jedoch vermutlich im 16. Jahrhundert aufgegeben und seine genaue Lage ist heute unbekannt.
Es wird angenommen, dass sich in Alt-Mühlendorf mindestens seit der Ersterwähnung des Orts 1271 eine Wassermühle befindet. Anfangs wurde die Wassermühle Alt-Mühlendorf als Getreide- und Lohemühle genutzt, heute wird sie zur Elektrizitätserzeugung aus Wasserkraft genutzt. Lohe wurde aus Eichenrinde gewonnen und zum Gerben von Leder eingesetzt.
Warder wurde im Rahmen des Wettbewerbs Unser Dorf soll schöner werden ausgezeichnet.

## Politik

### Gemeindevertretung
Bei der Kommunalwahl am 14. Mai 2023 wurden insgesamt neun Sitze vergeben. Diese fielen erneut alle an die Allgemeine Wählergemeinschaft – Bürger für Warder. Die Wahlbeteiligung betrug 52,9 %.

### Wappen
Blasonierung: „Über blau-silbernen Wellen in Blau ein mit einem blauen Steingrab belegter silberner Hügel. In den Oberecken jeweils ein siebenspeichiges silbernes Mühlrad.“

## Wirtschaft
Die Gemeinde ist überwiegend landwirtschaftlich geprägt. Aber auch Tourismus und Naherholung sind zu wichtigen Einnahmequellen geworden. Seit 1877 hat Warder eine Fischbrutanstalt.

## Sehenswürdigkeiten
In der Liste der Kulturdenkmale in Warder (Kreis Rendsburg-Eckernförde) stehen die in der Denkmalliste des Landes Schleswig-Holstein eingetragenen Kulturdenkmale.
- Tierpark Arche Warder, Tierpark für seltene Nutztierrassen
- Steinpark Warder des Bildhauers Ben Siebenrock